# Lisbeth Bodin
Asta Elisabet Bartels, känd som Lisbeth Bodin, ursprungligen Bodin, född 30 maj 1922 i Täby församling i Stockholms län, död 9 november 2007 i Råsunda församling i Solna i Stockholms län, var en svensk sångare, skådespelare, även känd under artistnamnet Betty Barth.

## Biografi
Lisbeth Bodin föddes som dotter till köpmannen Eugen Strömberg (1892–1954) och Alfhild Bodin (1898–1979), senare gift Nordblom. Hon växte upp hos tyskbördige direktören Emil Bartels (1888–1946) och Lisa, ogift Gille (1888–1944) i Spånga. Redan i unga år fick hon namnet Bartels, men använde födelsenamnet som artist.
Bodin debuterade som barnskådespelare 1932. Hon blev rikskänd genom radioserien Vårat gäng där hon kom med 1939. Hon valdes till Sveriges populäraste radioröst 1943. Tillsammans med sångaren Henry Lindblom sjöng hon amerikanska visor med svensk text i radioprogrammet Den amerikanska visboken som sändes 1940–1950. Hon filmdebuterade 1941 i Per Lindbergs långfilm Det sägs på stan. 
Som röstkonstnär var Bodin mångsidig. Hon sjöng såväl sentimental schlager som swing, jazz och amerikanska cowboysånger med samma glada humör. Hon klarade av scatsång och joddling men kunde också sjunga som ett litet barn, vilket hon exempelvis gjorde i Jag såg mamma kyssa tomten.
Bodin spelade främst in sina skivor på Odeon, Sonora och Cupol, ofta ackompanjerad av Willard Ringstrands orkester.
Lisbeth Bodin förblev ogift, och är begravd i minneslunden på Solna kyrkogård.

## Filmografi
- 1940 – Pinocchio (sång)
- 1941 – Det sägs på stan
- 1942 – Vårat gäng
- 1953 – Far till fyra (röst)

## Teater

### Roller (ej komplett)
| År   | Roll        | Produktion                                              | Regi           | Teater        |
| ---- | ----------- | ------------------------------------------------------- | -------------- | ------------- |
| 1935 | Lilla Jenny | Kvartetten som sprängdes Birger Sjöberg                 | Rune Carlsten  | Dramaten      |
| 1961 | Medverkande | Crazy på burk, revy Stig Bergendorff och Gösta Bernhard | Gösta Bernhard | Casinoteatern |

### Fotnoter
1. ↑   Rotemannen 2 (Version 2.0). Stockholm: Stadsarkivet. 2015. Libris 18750450
2. 1 2 3   Sveriges dödbok 1901–2013 Swedish death index 1901-2013 (Version 6.0). Solna: Sveriges släktforskarförbund. 2014. Libris 17007456. ISBN 9789187676642
3. ↑  Svänga-Benga. ”Lisbeth Bodin”. musiknostalgi.atspace.cc. Arkiverad från originalet den 31 mars 2019. https://web.archive.org/web/20190331103317/http://musiknostalgi.atspace.cc/lisbod.htm. Läst 17 januari 2018.
4. ↑  Dödsannonser för Lisa Bartels i Svenska Dagbladet 26 maj 1944, för Emil Bartels i SvD 24 augusti 1946 (dödsruna i SvD 27 augusti 1946) och för Alfhild Nordblom i Dagens Nyheter 1 september 1979.
5. ↑   Sveriges befolkning 1950. Arkiv Digital
6. ↑   Begravda i Sverige (Version 2.0). Sundbyberg: Sveriges släktforskarförbund. 2012. Libris 13517533. ISBN 9789187676710
7. ↑  S B-l (16 januari 1961). ”'Crazy på burk' på Casino”. Dagens Nyheter:  s. 12. https://arkivet.dn.se/tidning/1961-01-16/14/12. Läst 13 september 2020.